# فيكتوريا (فلم)
فيكتوريا هو فيلم جريمة إثارة ألماني من إخراج سيباستيان شيبر وبطولة لايا كوستا، فريدريك لاو وفرانز روجوفسكي، صدر الفيلم في 11 يونيو 2015.

## روابط خارجية
- مقالات تستعمل روابط فنية بلا صلة مع ويكي بيانات